# City Point (Wisconsin)
City Point es un municipio del condado de Jackson, Wisconsin, Estados Unidos. Tiene una población estimada, a mediados de 2023, de 179 habitantes.

## Geografía
Está ubicado en las coordenadas 44°21′53″N 90°25′30″O / 44.36472, -90.42500. Según la Oficina del Censo, tiene una superficie total de 234.3 km², de los cuales 229.0 km² corresponden a tierra firme y 5.3 km² están cubiertos de agua.

## Demografía
Según el censo de 2020, en ese momento había 177 personas residiendo en la zona. La densidad de población era de 0.8 hab./km². El 90.96% de los habitantes eran blancos, el 1.13% eran afroamericanos, el 2.26% eran amerindios, el 0.56% era de otra raza y el 5.08% eran de una mezcla de razas. Del total de la población, el 2.82% eran hispanos o latinos de cualquier raza.